# Тетрасульфид трииттербия
Тетрасульфид трииттербия — бинарное неорганическое соединение
иттербия и серы
с формулой Yb3S4,
кристаллы.

## Получение
- Реакция чистых веществ в инертной атмосфере::

{\displaystyle {\mathsf {3Yb+4S\ {\xrightarrow {1800^{o}C}}\ Yb_{3}S_{4}}}}

## Физические свойства
Тетрасульфид трииттербия образует кристаллы
ромбической сингонии, пространственная группа Р nma, параметры ячейки a = 1,281 нм, b = 1,297 нм, c = 0,384 нм, Z = 4
.
Соединение конгруэнтно плавится при температуре 1800°С.